# Mesodasys littoralis
Mesodasys littoralis is een buikharige uit de familie Cephalodasyidae. Het dier komt uit het geslacht Mesodasys. Mesodasys littoralis werd in 1951 voor het eerst wetenschappelijk beschreven door Remane. 